# Karl Johaentges
Karl Johaentges (* 1948 in Daun, Landkreis Vulkaneifel) ist ein deutscher Fotograf. Der ehemalige Architekt war in den Jahren 1985–2010 auch als Verleger (KaJo Verlag) tätig. Schwerpunkt seiner fotografischen Arbeiten sind Bildbandprojekte, von denen er in seiner Fotografenlaufbahn über 50 Bände publizierte.

## Jugend und Studium der Architektur
Karl Johaentges wuchs in Daun/Eifel auf. Er besuchte das Staatliche St.-Matthias-Gymnasium in Gerolstein, wo er 1968 das Abitur machte. Er absolvierte von 1968 ein Architekturstudium in Braunschweig (bis Vordiplom) und in Hannover, wo er 1974 als Diplomingenieur abschloss. Anfangs arbeitete er wegen einer Wirtschaftsflaute für ein paar Monate in einer Zigarettenfabrik, bevor er Anstellung in diversen Architekturbüros fand. Als Student war Johaentges im linksradikal-maoistischen KSV (Kommunistischer Studentenverband) sowie der „Liga gegen den Imperialismus“ organisiert. Nach einer frühen Chinareise 1976 wandte er sich jedoch von der maoistischen Ideologie ab.

## Weltreise – architektonische und fotografische Wanderjahre
1981 kündigte er als 33-jähriger seine Festanstellung als Entwerfer im Architekturbüro LTK (Bau der Zentralmensa der TU Hannover), um mit Rucksack auf eine mehrjährige Weltreise aufzubrechen. Über ein Nachschlagwerk recherchierte er die Adressen weltbekannter Architekten. Von 35 Bewerbungsschreiben bekam er etwa sechs vage Zusagen. Sein Weg führte ihn zunächst nach Indien, China und Japan und später über Australien sowie Neuseeland in die USA. Neben dem Reisen jobbte er in Indien, Japan, Hongkong und Australien in seinem erlernten Beruf. In Neuseeland begann 1983 mit Fotoarbeiten für den bekannten Architekten Ian Athfield sein Wechsel vom Planerberuf in die professionelle Fotografie.

## Verlagsgründung und Beginn der professionellen Fotografie
Zurück in Deutschland wechselte Johaentges endgültig aus dem Beruf des Architekten in die professionelle Fotografie. Er gründete 1984 den eigenen KaJo-Verlag, weil niemand seine Bildbände publizieren wollte. In den Folgejahren brachte er zusammen mit seiner schottisch-australischen Partnerin Jackie Blackwood eine populäre Reisebildbandreihe heraus. Als gebürtige Schottin war Blackwood zweijährig mit ihrer Familie nach Australien ausgewandert. 1983 lernten sich die Globetrotter auf der Insel Bali kennen. Für zahlreiche Bildbände wirkte sie seitdem als Autorin. Zwei ihrer gemeinsamen Bildbände wurden mit dem renommierten Kodak-Fotobuchpreis ausgezeichnet: 1988 Lissabon-Hongkong – mit der Eisenbahn und 1990 Bilder aus Irland.
Neben eigenen Projekten publizierte er im KaJo-Verlag auch Bildbände international renommierter Kollegen wie beispielsweise von National Geographic-Fotograf Eric Valli (Bilder aus Nepal) oder des Wüstenfotografen Michael Martin (Bilder aus Afrika). Markenzeichen der Reisebildband-Edition, die insgesamt eine Gesamtauflage von einer Viertelmillion Exemplaren erreichte, waren ihre fotografische Qualität, Nähe zur Kultur und den Menschen der porträtierten Länder. Grafisch hoben sich die Bände durch die gestalterisch damals außergewöhnliche Verwendung von Handschrift auf dem Buchtitel sowie handschriftliche Faksimile-Bildunterschriften hervor.
1996 verkaufte Johaentges seine Bildbandreihe an den Stürtz-Verlag in Würzburg, wo seine Bücher bis 2010 unter dem Label KaJo bei Stürtz vertrieben wurden.

## Fotografische Schwerpunkte und Bildbände
Im KaJo-Verlag Hannover erschienen nach dem Verkauf der Reise-Edition nur noch regionale Bände über die Region Hannover und Niedersachsen. In den 1990er Jahren entdeckte Johaentges auch seine Liebe zur Luftbildfotografie, fotografierte anfangs aus dem Heißluftballon (Mit dem Ballon über Ostdeutschland) und im Weiteren mehrere Luftbildbände aus Hubschrauber und Tragschrauber (Himmel über Niedersachsen, Himmel über der Vulkaneifel etc.) 2010 verkaufte er auch seinen KaJo-Regionalverlag an den Rostocker Hinstorff-Verlag (Heise-Verlagsgruppe).
Seitdem veröffentlichte er seine eigenen Projekte bei National Geographic Deutschland, Frederking & Thaler, terra magica (Herbig), Collection Heyne oder dem Rostocker Hinstorff Verlag, der seine Regionalreihe übernommen hatte. Der im Hinstorff-Verlag erschienene Band Dächer über Berlin war 2008 für den Deutschen Fotobuchpreis nominiert. Seine Bilder und Reportagen wurden in großen Magazinen wie Stern, Geo, Spiegel, Merian oder Zeit-Magazin veröffentlicht.
Dass China eines seiner Arbeitsschwerpunkte in Asien war, hat seine Ursachen in seiner politischen Vergangenheit als einstiger Anhänger des maoistischen Chinas, Obwohl er das diktatorische Regime der Kommunistischen Partei seit seiner ersten Chinareise 1976 ablehnte. Zusammen mit dem langjährigen Chinakorrespondenten Uli Franz entstand Chinas Heilige Berge (2005 für den Deutschen Buchpreis nominiert). Mit dem Spiegelautor Erich Follath entstand ein 400-Seiten-Bildband über die Metropole Shanghai. 2014 erschien dann mit Die letzten Venezianer seine Hommage an Venedig. Vor seiner schweren Erkrankung im Jahr 2018 publizierte Johaentges zusammen mit seiner Frau Jackie Blackwood als Textautorin noch die Länderbände Neuseeland und Schottland – die wahre Seele eines wilden Landes.

## Mitgründer der Fotoagentur Look und Engagement bei Freelens
1990 gründete der von Kollegen nach seinem Verlag auch „KaJo“ gerufene Fotograf mit weiteren Kollegen die Bildagentur der Fotografen Look in München, um für sein Bildmaterial über Buchprojekte und Magazinreportagen eine Zweitverwertung zu erreichen. Johaentges war bis zum Verkauf der Agentur im Jahre 2019 an die Image Professionals GmbH (Burda) einer der bis dahin verbliebenen zehn Gesellschafter.
Als aktives Mitglied von Freelens (Berufsverband der Fotojournalisten) arbeitete Johaentges seit 2000 in der Magazin-Redaktion des Verbandes und wurde 2003 in den Bundesvorstand gewählt. Von 2006 bis 2012 engagierte er sich weiter im Beirat des Verbandes.
Seit 2010 arbeitete Johaentges neben anderen weltweiten Fotoreisen am Fotoprojekt Deutsche Autobahn, das er mit einem Förderstipendium der Stiftung Kulturwerk VG-Bild-Kunst begonnen hatte. Immer wieder zog es ihn zwischen weltweiten Fotoreisen zurück auf die deutsche Autobahn. Aufgrund einer schweren Krebserkrankung brach er aber seine Arbeit ab und konnte sie erst nach seiner Genesung abschließen. Mit Erscheinen von „Die Deutsche Autobahn“ im Herbst 2021 beendete der nun 73-jährige seine professionelle Arbeit als Fotograf. Karl Johaentges lebt mit seiner Frau Jackie Blackwood in Hannover.

## Auswahl Bildband-Veröffentlichungen
- 1985, Bilder einer Weltreise – Textautor: Karl Johaentges, (KaJo-Verlag), ISBN 3-925544-00-3.
- 1986, Neuseeland – Textautorin Jackie Blackwood, (KaJo-Verlag), ISBN 3-925544-01-1.
- 1989, Unter Hannovers Dächern – Textautor: Udo Iwannek, (KaJo-Verlag), ISBN 978-3-925544-03-3.
- 1988, Lissabon – Hongkong mit der Eisenbahn – Textautorin Jackie Blackwood, (KaJo-Verlag), ausgezeichnet mit dem Kodak-Fotobuchpreis 1988, ISBN 3-925544-02-X.
- 1990, Bilder aus Irland – Textautorin: Jackie Blackwood, (KaJo-Verlag), ausgezeichnet mit dem Kodak-Fotobuchpreis 1990, ISBN 3-925544-04-6.
- 1991, Mit dem Ballon über Ostdeutschland – Textautor: Martin Ahrends, (KaJo-Verlag), ISBN 3-925544-07-0.
- 1992, Pictures from Ireland – Jackie Blackwood, (KaJo-Verlag), ISBN 978-3-925544-13-2.
- 1992, Bilder von Menschen – Textautor: Karl Johaentges, (KaJo-Verlag), ISBN 978-3-925544-09-5.
- 1993, Bilder aus Schottland – Textautorin: Jackie Blackwood, (KaJo-Verlag), ISBN 3-925544-14-3.
- 1993, Über Norddeutschland – Textautor: Jürgen Hogrefe, (KaJo-Verlag), ISBN 3-925544-15-1.
- 1993, Pictures from Scotland – Jackie Blackwood, (Colin Baxter Publishing, UK), ISBN 978-3-925544-17-0.
- 1994, Bilder aus Neuseeland – Textautorin Jackie Blackwood, (KaJo-Verlag), ISBN 978-3-925544-19-4.
- 1995, Bilder aus Hannover – Textautor: Goetz Buchholz, (KaJo-Verlag), ISBN 3-925544-11-9.
- 1996, Bilder aus Hongkong – Textautoren: Erich und Marieanne Follath, (KaJo-Verlag), ISBN 978-3-8003-0793-7.
- 1997, Pictures from New Zealand – Textautorin: Jackie Blackwood, (Craig Potton Publishing, NZ), ISBN 0-908802-26-9.
- 1997, American Trails – Textautor: Bernhard Schmidt, (KaJo-Verlag), ISBN 978-3-8003-0809-5.
- 1998, Unter Pariser Dächern – Textautor: Günther Liehr, (KaJo-Verlag), ISBN 978-3-8003-0893-4.
- 2003, Tokyo – Textautor: Andreas Fels, (Bruckmann Verlag), ISBN 978-3-7654-4071-7.
- 2005, Mythos Shanghai – Textautoren: Erich und Marieanne Follath, (Collection Rolf Heyne), ISBN 978-3-89910-264-2.
- 2005, Chinas Heilige Berge – Textautor: Uli Franz, (Verlag Frederking&Thaler), (2005 für den Deutschen Fotobuchpreis nominiert), ISBN 978-3-89405-648-3.
- 2007, Pictures from New Zealand – (Craig Potton Publishing, NZ), ISBN 978-1-877517-90-7.
- 2005, Hannover ist die schönste Stadt der Welt – Textautor: Udo Iwannek, (KaJo bei Hinstorff), ISBN 978-3-925544-29-3.
- 2007, Himmel über Hannover – Textautor: Karl Johaentges, (KaJo bei Hinstorff), ISBN 978-3-925544-30-9.
- 2008, Region Hannover – Kennen wir uns schon? – Textautor Bernd Haase, (KaJo bei Hinstorff), ISBN 978-3-925544-31-6.
- 2008, Dächer über Berlin – Textautor: Falk Jaeger, (Hinstorff Verlag), (2008 für den Deutschen Fotobuchpreis nominiert), ISBN 978-3-356-01296-5.
- 2010, Himmel über Niedersachsen – Textautor: Heinrich Thiess, (KaJo bei Hinstorff), ISBN 978-3-925544-30-9.
- 2010, Himmel über der Vulkaneifel – (mit Sven Nieder), Textautor: Jacques Berndorf, (Eifelbild Verlag), ISBN 978-3-9814113-0-0.
- 2012, Neuseeland – Paradies im Pazifik – Textautorin Jackie Blackwood (National Geographic Verlag), ISBN 978-3-86690-302-9.
- 2013, New Zealand – an Island Journey – Textautorin: Jackie Blackwood, (Craig Potton Publishing, NZ), ISBN 978-1-877517-90-7.
- 2014, Klöster in Niedersachsen – Textautor: Hans Werner Dannowski, (Hinstorff Verlag), ISBN 978-3-7243-1054-9.
- 2014, Die Letzten Venezianer – Textautorin: Luana Castelli (terra magica / Herbig Verlag), ISBN 978-3-356-01544-7.
- 2016, Niedersachsen – Textautor: Hans Werner Dannowski (Hinstorff Verlag), ISBN 978-3-356-02014-4.
- 2018, Schottland – Die Wahre Seele eines Wilden Landes, Textautorin: Jackie Blackwood (National Geographic Verlag), ISBN 978-3-86690-654-9.
- 2021, Die Deutsche Autobahn – Erlebnis Mythos Lebensader, Fotografie und Text: Karl Johaentges, (Verlag Frederking&Thaler), ISBN 978-3-95416-343-4

## Einzelausstellungen
- 1979, China, meine erste Ausstellung (Galerie im Keller, Hannover)
- 1980, Menschen, (Galerie im Keller, Hannover)
- 1988, Ausstellung „Welten-Bürger“, Fabrik-Foto-Forum Hamburg
- 1997, „Pictures from Hongkong“, Galerie im Club Fringe Club, Hongkong
- 2002, „Unter Pariser Dächern“, Gehry-Hochhaus, Hannover
- 2003, „Out of Hanover“, Reportagen und Projekte (Kubus, Hannover)
- 2005, „Homeless in Tokyo“, (Galerie im Keller, Hannover)
- 2006, Heilige Berge Chinas, Galerie der Kulturen, Lenbach-Palais, München
- 2008, Himmel über Hannover (Luftaufnahmen), Kulturzentrum Hiroshima
- 2007, Gruppenausstellung Kubus, Himmel über Hannover
- 2008, Chinas Heilige Berge (Faust-Halle) Hannover
- 2009, Region Hannover (Regionshaus Hannover)
- 2010, Homeless in Tokyo und „Heilige Berge Chinas“ im Rahmen der Gruppenausstellung „Dauner Jungs“ (mit Christoph Bangert und Frank Schultze) im Dauner Forum, Daun
- 2010, Homeless in Tokyo und „Heilige Berge Chinas“ im Rahmen der Gruppenausstellung „Dauner Jungs“ (mit Christoph Bangert und Frank Schultze) Berliner Landesvertretung Rheinland-Pfalz
- 2015, Die Letzten Venezianer (Torre Massimilano, Insel Sant’ Erasmo, Venedig)
- 2015, Die Letzten Venezianer (Galerie f75, Stuttgart)[11]